# 유럽 어린이 야구 선수권 대회 (12세 이하)
U-12 유럽 야구 선수권 대회(U-12 Baseball European Championship)는 12세 이하의 선수들로 구성된 선수들이 출전하는 국제 야구 대회이다.

## 역대 대회 결과
| 연도   | 결승전 개최 | 결승     | 결승         | 결승       | 3위        | 4위        |
| 연도   | 결승전 개최 | 우승     | 점수         | 준우승     | 3위        | 4위        |
| ------ | ----------- | -------- | ------------ | ---------- | ---------- | ---------- |
| 2006년 | 체코        | 체코     | 8 - 3        | 러시아     | 이스라엘   | 폴란드     |
| 2007년 | 체코        | 체코     | 7 - 2        | 폴란드     | 러시아     | 리투아니아 |
| 2008년 | 체코        | 체코     | 10 - 5       | 우크라이나 | 폴란드     | 러시아     |
| 2009년 | 불가리아    | 체코     | 13 - 6       | 러시아     | 불가리아   | 오스트리아 |
| 2010년 | 체코        | 러시아   | 6 - 4        | 체코       | 리투아니아 | 오스트리아 |
| 2011년 | 벨라루스    | 러시아   | 14 - 11      | 체코       | 우크라이나 | 리투아니아 |
| 2012년 | 체코        | 체코     | 19 - 1 (F/4) | 러시아     | 리투아니아 | 이스라엘   |
| 2013년 | 체코        | 체코     | n/a          | 리투아니아 | 오스트리아 | 러시아     |
| 2014년 | 슬로베니아  | 러시아   | 14 - 4       | 프랑스     | 체코       | 리투아니아 |
| 2015년 | 폴란드      | 체코     | 5 - 4        | 러시아     | 프랑스     | 폴란드     |
| 2016년 | 체코        | 독일     | 9 - 2        | 체코       | 러시아     | 오스트리아 |
| 2017년 | 네덜란드    | 이탈리아 | 12 - 1 (F/6) | 프랑스     | 체코       | 독일       |
| 2018년 | 헝가리      | 이탈리아 | 11 - 0 (F/5) | 체코       | 러시아     | 네덜란드   |
| 2019년 | 체코        | 이탈리아 | 7 - 5        | 네덜란드   | 독일       | 체코       |
| 2021년 | 벨기에      | 이탈리아 | 6 - 0        | 체코       | 독일       | 네덜란드   |
| 2022년 | 오스트리아  | 독일     | 10 - 9 (F/9) | 체코       | 네덜란드   | 이탈리아   |
| 2023년 | 프랑스      | 독일     | 3 - 2        | 네덜란드   | 이탈리아   | 체코       |
| 2024년 | 독일        | 독일     | 5 - 0        | 네덜란드   | 체코       | 이탈리아   |

## 메달 집계
| 순위 | 국가       | 금메달 | 은메달 | 동메달 | 합계 |
| ---- | ---------- | ------ | ------ | ------ | ---- |
| 1    | 체코       | 7      | 6      | 3      | 16   |
| 2    | 독일       | 4      | 0      | 2      | 6    |
| 3    | 이탈리아   | 4      | 0      | 1      | 5    |
| 4    | 러시아     | 3      | 4      | 3      | 10   |
| 5    | 네덜란드   | 0      | 3      | 1      | 4    |
| 6    | 프랑스     | 0      | 2      | 1      | 3    |
| 7    | 리투아니아 | 0      | 1      | 2      | 3    |
| 8    | 우크라이나 | 0      | 1      | 1      | 2    |
| 8    | 폴란드     | 0      | 1      | 1      | 2    |
| 10   | 이스라엘   | 0      | 0      | 1      | 1    |
| 10   | 불가리아   | 0      | 0      | 1      | 1    |
| 10   | 오스트리아 | 0      | 0      | 1      | 1    |